# Luân phiên phụ âm
Luân phiên phụ âm (tiếng Anh: consonant gradation) là một loại biến đổi phụ âm (thường là nhược hóa nhưng cũng có sự đồng hóa xuất hiện trong một số ngôn ngữ Ural (cụ thể là các nhóm Finn, Sami và Samoyed). Ban đầu hiện tượng này xảy ra khi có sự thay đổi tha âm vị trong các âm tiết mở và đóng, hiện nay nó đã được ngữ pháp hóa do những thay đổi trong cấu trúc âm tiết của các ngôn ngữ bị ảnh hưởng.

## Định nghĩa
Thuật ngữ "luân phiên phụ âm" ám chỉ về sự biến đổi phụ âm trong các khái niệm âm căng và âm lơi. Bậc mạnh (căng) trước đây xuất hiện trong các âm tiết mở (kết thúc bằng nguyên âm), trong khi bậc yếu (lơi) là trong các âm tiết đóng (kết thúc bằng phụ âm). Việc nhận thức chính xác về sự phân biệt căng–lơi khác nhau giữa các nhóm ngôn ngữ. Trong nhóm ngôn ngữ Sami được nhận thức qua sự căng hóa (cụ thể là kéo dài âm) trong bậc mạnh. Vì vậy, việc nhận thức chính xác sự tương phản không phải là điều cốt yếu.
| Ngôn ngữ | Biến đổi (mạnh : yếu)                      | Bản chất (mạnh : yếu)                                                  |
| -------- | ------------------------------------------ | ---------------------------------------------------------------------- |
| Estonia  | sukk : suk-a /sukːː/ : /sukːɑ/             | Độ dài siêu dài : dài                                                  |
| Phần lan | sukka : suka-n /sukːɑ/ : /sukɑn/           | Độ dài dài : ngắn                                                      |
| Estonia  | ait : aid-a /ɑit/ : /ɑid̥ɑ/                 | Tính căng căng vô thanh : lơi vô thanh                                 |
| Phần Lan | aita : aida-n /ɑitɑ/ : /ɑidɑn/             | Thanh vô thanh : hữu thanh                                             |
| Phần Lan | lampi : lamme-n /lɑmpi/ : /lamːen/         | Phương thức cấu âm tắc : mũi                                           |
| Karelia  | mušta : mušša-n /muʃtɑ/ : /muʃːɑn/         | Phương thức cấu âm tắc : xát                                           |
| Phần Lan | kylki : kylje-n /kylki/ : /kyljen/         | Phương thức cấu âm tắc : bán nguyên âm                                 |
| Phần Lan | teko : teon /teko/ : /te.on/               | Hiện diện âm đoạn tắc : không có                                       |
| Bắc Sami | Sápmi : Sámi /saːp.miː/ : /saː.miː/        | Hiện diện âm đoạn mũi tắc trước : mũi thường                           |
| Bắc Sami | diehtaga : dieđa /tie̯h.ta.ka/ : /tie̯.ða/   | Hiện diện âm đoạn + cấu âm tắc bật hơi trước : xát                     |
| Bắc Sami | deadja : deaja /tea̯c.ca/ : /tea̯.ja/        | Phương thức cấu âm tắc : bán nguyên âm                                 |
| Bắc Sami | ruoktu : ruovttu /ruo̯kː.tuː/ : /ruo̯vt.tuː/ | Độ dài + cấu âm tắc dài + phụ âm đơn : bán nguyên âm ngắn + phụ âm đôi |
| Bắc Sami | baste : bastte /pasː.te/ : /pas.te/        | Độ dài dài : ngắn                                                      |

Các nhóm ngôn ngữ khác nhau về trình tự xử lý nguyên âm theo sau là j hoặc w trong tiếng Ural nguyên thủy. Trong các ngôn ngữ Sami, phần thứ hai của những trình tự này vẫn là một phụ âm và do đó có thể đóng âm tiết trước nó, gây ra bậc yếu. Âm tiết này còn có hiện tượng biến đổi, kéo dài trong bậc mạnh. Ngược lại với nhóm ngôn ngữ Finn, những âm này được coi là nguyên âm đôi và tương đương với các nguyên âm dài về cấu trúc âm tiết. Do đó, chúng không đóng âm tiết và không ảnh hưởng đến sự luân phiên.